# Chiesa di San Giuseppe (Ragusa Ibla)
La chiesa di San Giuseppe è situata a Ragusa Ibla in piazza Pola (l'antica Piazza Maggiore) e sorge sui resti della chiesa di San Tommaso andata completamente distrutta nel terremoto del 1693.
L'opera, attribuita a Rosario Gagliardi, rappresenta insieme al Duomo di San Giorgio, uno dei gioielli del barocco siciliano.

## Storia
La storia della chiesa di San Giuseppe cammina di pari passo con quella del monastero di San Benedetto.
Quest'ultimo fu costruito grazie alla donazione del barone di Buscello Don Carlo Giavanti che, originario di Noto, per le volontà testamentarie della moglie, la nobildonna ragusana Violante Castilletti, trasformò il palazzo dove abitava in convento.
Sebbene nata attorno al 1590, nella Sacra Visita del 1621 non viene citata probabilmente perché annessa al monastero, mentre quella del 1654 riporta un cenno che forse si riferisce all'altra chiesa di San Giuseppe.
Alcuni studiosi locali negano però questa teoria ovvero la presenza di due chiese di San Giuseppe avvalorando invece  l'ipotesi che una chiesetta, esistente sin dal 1543, assumesse rilievo solo dopo l'unione con il convento costruito con il donativo del 1590.
Con il terremoto del 1693 la chiesa e il relativo convento andarono quasi interamente distrutti.
I primi lavori di ricostruzione iniziarono nel 1701 e proseguirono fino al 1705. Altri lavori poi si registrarono fra il 1723 e il 1737, mentre nel 1756 avvenne l'occupazione dei fabbricati della chiesa di San Tommaso (ormai trasferita altrove) che la portarono alla versione attuale.
Tra il 1756 e il 1760 il progetto rococò sostituì quello barocco. Questo passaggio portò a una chiesa di San Giuseppe di nuovo stampo somigliante per certi tratti a San Giorgio e per altri alla vicina chiesa della Madonna del Carmine.

## Descrizione
Il prospetto della chiesa presenta elementi architettonici che ricordano quelli della chiesa di San Giorgio.
La facciata convessa, di stile composito, è suddivisa in tre ordini. Il primo ordine è caratterizzato da quattro colonne e due semi pilastri corinzi, un portale con arco semicircolare sovrastato da eleganti sculture e quattro statue che raffigurano Santa Gertrude, Sant'Agostino, San Gregorio e Santa Scolastica.
Nel secondo ordine troviamo una finestra al centro, con arco semicircolare sovrastato da sculture, quattro colonne e due semi pilastri con sculture ioniche, due volute e due statue raffiguranti San Mauro e San Benedetto.
Infine il terzo ordine, nato da un timpano spezzato dell'ordine precedente, presenta tre cellette campanarie con ringhiere panciute arricchite da volute e decorazioni.
Sul campanile trovano posto tre campane di cui la prima, che è la più grande, è impreziosita da un San Giuseppe del 1857 mentre le altre sono del 1844.

### L'interno della chiesa

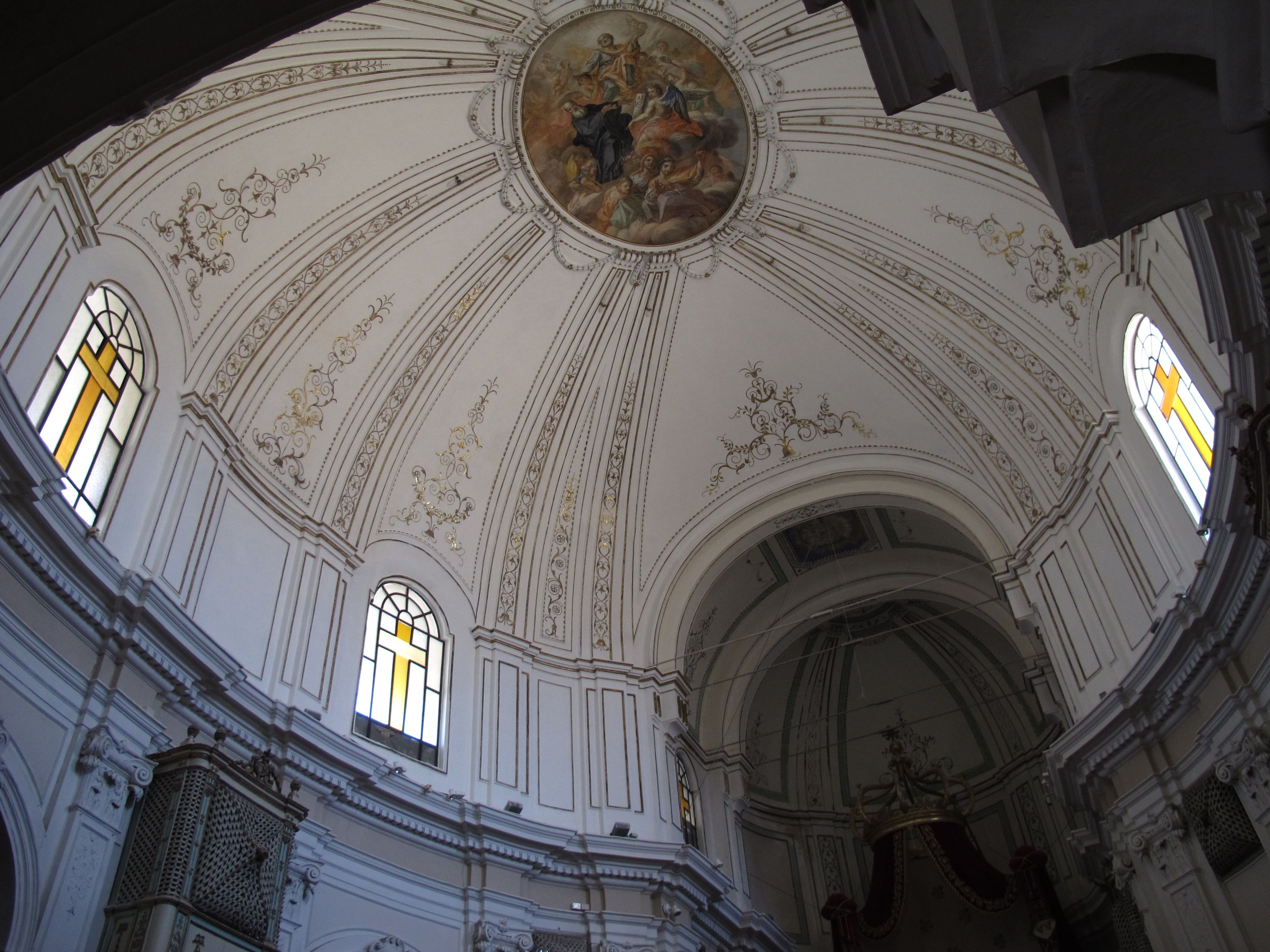
Apparato decorativo della volta.

L'interno, a forma ovale (analogo a quello della vicina chiesa di Santa Maria Valverde), è scandito da paraste con capitelli ionici.
Le tribune di legno con grate permettevano alle suore di assistere alle funzioni religiose.
Gli altari, cinque in tutto, sono realizzati in pietra e decorati con vetro dipinto il cui effetto cromatico è tale da farlo sembrare marmo.

### Affreschi e dipinti
Nell'atrio sono presenti due nicchie, quella di destra contenente una statua in cartapesta raffigurante San Benedetto e quella di sinistra contenente una statua seicentesca in argento a sbalzo di San Giuseppe con Bambino Gesù circondato da Angeli che lodano il Signore.
La parete destra è arricchita da due dipinti di Tommaso Pollace, entrambi del 1802, raffiguranti rispettivamente Santa Gertrude Monaca e l'Abate San Benedetto.
A sinistra, sempre del Pollace, è custodito un dipinto raffigurante San Mauro Abate del 1805, e un altro raffigurante la Trinità, opera di Giuseppe Crestadoro del 1801.
Sull'altare centrale è posto un quadro raffigurante la Sacra Famiglia dipinto dal ragusano Matteo Battaglia nel 1775. Alcuni hanno ribattezzato l'opera con il nome di Madonna delle ciliegie per via del fatto che la Madre offre a Gesù delle ciliegie contenute nel grembiule.
I temi della Gloria di San Giuseppe e di San Benedetto affrescano la volta per opera di Sebastiano Lo Monaco realizzati sull'apparato decorativo in stucco opera dei maestri Gioacchino Gianforma di Palermo, Agrippino Maggiore di Mineo e Giuseppe Cultrera di Licodia nel 1793.
Molto particolare il disegno della pavimentazione ottenuto con l'alternanza di calcare indigeno bianco e pietra pece nera combinati con piastrelle ceramiche policrome a motivi floreali.
La chiesa è ricca di argenterie e paramenti sacri come il baldacchino dei primi dell'Ottocento in velluto cremisi e raso bianco con ricami in oro che, nelle solennità è posto sull'altare maggiore, e l'altare in legno bianco con rifiniture in oro.

In seguito al terremoto del 1693 è probabile sia stato trafugato (o forse distrutto) un dipinto raffigurante San Giuseppe, opera documentata del Paladini.
La fortuna di questa chiesa derivò dai benefici (vedi il donativo del 1590) e dalle importanti proprietà assegnate, tra esse degne di menzione il feudo Badia-Carnesale noto anche come San Giuseppe.
Tuttavia l'avvento del Regno, l'emanazione a relativa applicazione delle leggi eversive circa l'alienazione al demanio dei beni appartenenti agli ordini monastici, portò ad uno smembramento dei beni posseduti e alla soppressione del monastero.

Infatti una parte di esso fu venduta a privati, e l'altra parte fu ceduta al Comune di Ragusa che in seguito vi insediò i propri uffici.

## Monastero
Monastero di San Giuseppe delle religiose Benedettine.
Nel 2011, in occasione del quarto centenario della fondazione, su iniziativa delle monache benedettine dell'Adorazione Perpetua del Santissimo Sacramento, è stato istituito il:
- Museo benedettino OBSCULTA.